# Бондарі (Бочечківська сільська громада)
Бондарі́ — село в Україні, у Бочечківській сільській громаді Конотопського району Сумської області. Населення становить 337 осіб. Колишній орган місцевого самоврядування — Сахнівська сільська рада.

## Географія
Село Бондарі розташоване на відстані 7 км від річок Єзуч та Канава Нова Косова. До села примикають села Сахни та Савойське.
Поруч пролягає автомобільний шлях Т 1907.

## Історія
- Село постраждало внаслідок геноциду українського народу, проведеного окупаційним урядом СССР 1923—1933 та 1946–1947 роках.

## Населення

### Мова
Розподіл населення за рідною мовою за даними :
| Мова       | Кількість | Відсоток |
| ---------- | --------- | -------- |
| українська | 326       | 96.74%   |
| російська  | 11        | 3.26%    |
| Усього     | 337       | 100%     |

## Уродженці
- Назаренко Віктор Миколайович — радянський військовослужбовець, учасник афганської війни. Кавалер ордена Червоної Зірки.
- Сахно Руслан Вікторович (1996—2023) — старший солдат Збройних сил України, учасник російсько-української війни.